# Liste des députés flamands (2019-2024)
Pour les articles homonymes, voir Liste des députés flamands.
2019-2024
9e 11e
Liste des 124 députés pour la législature 2019-2024 au parlement flamand:
- 118 députés élus au suffrage universel direct par les habitants de la Région flamande,
- 6 députés élus par les habitants de la Région de Bruxelles-Capitale.

En son sein ou au sein du groupe linguistique néerlandophone du parlement de la Région de Bruxelles-Capitale, 29 députés () - dont au moins un domicilié à Bruxelles - sont délégués comme sénateurs de Communauté au Sénat fédéral, comme suit:
| législature | partis | partis | partis | partis  | partis | partis | partis |
| .           | N-VA   | VB     | CD&V   | OpenVLD | Groen  | Sp.a   | PVDA   |
| 55e         | 8      | 6      | 4      | 4       | 3      | 3      | 1      |
| ----------- | ------ | ------ | ------ | ------- | ------ | ------ | ------ |

Cette liste comporte la dernière composition actuelle, issue des élections régionales belges de 2019.

## Bureau
- Président : Wilfried Vandaele (N-VA) (12.07.2019) remplace Kris Van Dijck (N-VA)[1]
  - 1er Vice-Président : Filip Dewinter (VB)
  - 2e Vice-Présidente : Joke Schauvliege (CD&V)
  - 3e Vice-Présidente : Nadia Sminate (N-VA)
  - 4e Vice-Président : Bart Tommelein (Open Vld)
    - 1er secrétaire : Jeremie Vaneeckhout (Groen)
    - 2e secrétaire : Caroline Gennez (sp.a)
    - 3e secrétaire : Lorin Parys (N-VA)

## Liste par groupe politique au parlement

### Nieuw-Vlaamse Alliantie(35)
| Circonscription                 | Député actif         | Député remplacé |
| ------------------------------- | -------------------- | --------------- |
| Région de Bruxelles-Capitale    | Karl Vanlouwe        |                 |
| Région de Bruxelles-Capitale    | Annabel Tavernier    |                 |
| Province d'Anvers               | Bart De Wever        |                 |
| Province d'Anvers               | Liesbeth Homans      |                 |
| Province d'Anvers               | Kris Van Dijck       |                 |
| Province d'Anvers               | Annick De Ridder     |                 |
| Province d'Anvers               | Sofie Joosen         |                 |
| Province d'Anvers               | Paul Van Miert       |                 |
| Province d'Anvers               | Freya Perdaens       |                 |
| Province d'Anvers               | Kathleen Krekels     |                 |
| Province d'Anvers               | Manuela Van Werde    |                 |
| Province d'Anvers               | Tine Van der Vloet   |                 |
| Province d'Anvers               | Maarten De Veuster   |                 |
| Province d'Anvers               | Philippe Muyters     |                 |
| Province de Flandre-Orientale   | Matthias Diependaele |                 |
| Province de Flandre-Orientale   | Sarah Smeyers        |                 |
| Province de Flandre-Orientale   | Koen Daniëls         |                 |
| Province de Flandre-Orientale   | Elke Sleurs          |                 |
| Province de Flandre-Orientale   | Marius Meremans      |                 |
| Province de Flandre-Orientale   | Andries Gryffroy     |                 |
| Province de Flandre-Occidentale | Bert Maertens        |                 |
| Province de Flandre-Occidentale | Maaike De Vreese     |                 |
| Province de Flandre-Occidentale | Axel Ronse           |                 |
| Province de Flandre-Occidentale | Wilfried Vandaele    |                 |
| Province de Flandre-Occidentale | Cathy Coudyser       |                 |
| Province de Limbourg            | Steven Vandeput      |                 |
| Province de Limbourg            | Karolien Grosemans   |                 |
| Province de Limbourg            | Jos Lantmeeters      |                 |
| Province de Limbourg            | Katja Verheyen       | Jan Peumans     |
| Province du Brabant flamand     | Ben Weyts            |                 |
| Province du Brabant flamand     | Nadia Sminate        |                 |
| Province du Brabant flamand     | Lorin Parys          |                 |
| Province du Brabant flamand     | Piet De Bruyn        |                 |
| Province du Brabant flamand     | Inez De Coninck      |                 |
| Province du Brabant flamand     | Allessia Claes       |                 |

### Vlaams Belang(23)
| Circonscription                 | Député actif                   | Député remplacé       |
| ------------------------------- | ------------------------------ | --------------------- |
| Province d'Anvers               | Filip Dewinter                 |                       |
| Province d'Anvers               | Anke Van dermeersch            |                       |
| Province d'Anvers               | Bart Claes                     |                       |
| Province d'Anvers               | Sam Van Rooy                   |                       |
| Province d'Anvers               | Wim Verheyden                  |                       |
| Province d'Anvers               | Els Sterckx                    |                       |
| Province de Flandre-Orientale   | Guy D'haeseleer                |                       |
| Province de Flandre-Orientale   | Adeline Blancquaert            |                       |
| Province de Flandre-Orientale   | Kristof Slagmulder             |                       |
| Province de Flandre-Orientale   | Filip Brusselmans              |                       |
| Province de Flandre-Orientale   | Johan Deckmyn                  |                       |
| Province de Flandre-Orientale   | Ilse Malfroot                  |                       |
| Province de Flandre-Occidentale | Stefaan Sintobin               |                       |
| Province de Flandre-Occidentale | Immanuel De Reuse              | Lut Deforche-Degroote |
| Province de Flandre-Occidentale | Yves Buysse                    |                       |
| Province de Flandre-Occidentale | Frieda Verougstraete-Deschacht |                       |
| Province de Flandre-Occidentale | Carmen Ryheul                  |                       |
| Province de Limbourg            | Chris Janssens                 |                       |
| Province de Limbourg            | Roosmarijn Beckers             |                       |
| Province de Limbourg            | Leo Pieters                    |                       |
| Province du Brabant flamand     | Klaas Slootmans                |                       |
| Province du Brabant flamand     | Suzy Wouters                   |                       |
| Province du Brabant flamand     | Jan Laeremans                  |                       |

### Christen-Democratisch en Vlaams(19)
| Circonscription                 | Député actif         | Député remplacé |
| ------------------------------- | -------------------- | --------------- |
| Province d'Anvers               | Koen Van den Heuvel  |                 |
| Province d'Anvers               | Tinne Rombouts       |                 |
| Province d'Anvers               | Katrien Schryvers    |                 |
| Province d'Anvers               | Orry Van de Wauwer   |                 |
| Province de Flandre-Orientale   | Joke Schauvliege     |                 |
| Province de Flandre-Orientale   | Robrecht Bothuyne    |                 |
| Province de Flandre-Orientale   | Vincent Van Peteghem |                 |
| Province de Flandre-Orientale   | Maaike De Rudder     |                 |
| Province de Flandre-Occidentale | Hilde Crevits        |                 |
| Province de Flandre-Occidentale | Bart Dochy           |                 |
| Province de Flandre-Occidentale | Martine Fournier     |                 |
| Province de Flandre-Occidentale | Loes Vandromme       |                 |
| Province de Flandre-Occidentale | Kurt Vanryckeghem    |                 |
| Province de Limbourg            | Lode Ceyssens        |                 |
| Province de Limbourg            | Vera Jans            |                 |
| Province de Limbourg            | Jo Brouns            | Jo Vandeurzen   |
| Province du Brabant flamand     | Peter Van Rompuy     |                 |
| Province du Brabant flamand     | Karin Brouwers       |                 |
| Province du Brabant flamand     | Katrien Partyka      |                 |

### Open Vlaamse Liberalen en Democraten(16)
| Circonscription                 | Député actif            | Député remplacé |
| ------------------------------- | ----------------------- | --------------- |
| Région de Bruxelles-Capitale    | Els Ampe                |                 |
| Province d'Anvers               | Bart Somers             |                 |
| Province d'Anvers               | Sihame El Kaouakibi     |                 |
| Province d'Anvers               | Willem-Frederik Schiltz |                 |
| Province de Flandre-Orientale   | Carina Van Cauter       |                 |
| Province de Flandre-Orientale   | Jean-Jacques De Gucht   |                 |
| Province de Flandre-Orientale   | Stephanie D'Hose        |                 |
| Province de Flandre-Orientale   | Herman De Croo          |                 |
| Province de Flandre-Occidentale | Bart Tommelein          |                 |
| Province de Flandre-Occidentale | Emmily Talpe            |                 |
| Province de Flandre-Occidentale | Mercedes Van Volcem     |                 |
| Province de Limbourg            | Lydia Peeters           |                 |
| Province de Limbourg            | Marino Keulen           |                 |
| Province du Brabant flamand     | Gwendolyn Rutten        |                 |
| Province du Brabant flamand     | Maurits Vande Reyde     |                 |
| Province du Brabant flamand     | Gwenny De Vroe          |                 |

### Groen(14)
| Circonscription                 | Député actif        | Député remplacé |
| ------------------------------- | ------------------- | --------------- |
| Région de Bruxelles-Capitale    | Stijn Bex           |                 |
| Région de Bruxelles-Capitale    | Celia Groothedde    |                 |
| Province d'Anvers               | Meyrem Almaci       |                 |
| Province d'Anvers               | Imade Annouri       |                 |
| Province d'Anvers               | Gustaaf Pelckmans   |                 |
| Province d'Anvers               | Tine Van den Brande |                 |
| Province de Flandre-Orientale   | Björn Rzoska        |                 |
| Province de Flandre-Orientale   | Mieke Schauvliege   |                 |
| Province de Flandre-Orientale   | Elisabeth Meuleman  |                 |
| Province de Flandre-Occidentale | Jeremie Vaneeckhout |                 |
| Province de Limbourg            | Johan Danen         |                 |
| Province du Brabant flamand     | An Moerenhout       |                 |
| Province du Brabant flamand     | Chris Steenwegen    |                 |
| Province du Brabant flamand     | Ann De Martelaer    |                 |

### SP.a/Sp.a-one brussels (13)
| Circonscription                 | Député actif          | Député remplacé |
| ------------------------------- | --------------------- | --------------- |
| Région de Bruxelles-Capitale    | Hannelore Goeman      |                 |
| Province d'Anvers               | Caroline Gennez       |                 |
| Province d'Anvers               | Hannes Anaf           |                 |
| Province de Flandre-Orientale   | Conner Rousseau       |                 |
| Province de Flandre-Orientale   | Freya Van den Bossche |                 |
| Province de Flandre-Orientale   | Kurt De Loor          |                 |
| Province de Flandre-Occidentale | Annick Lambrecht      |                 |
| Province de Flandre-Occidentale | Steve Vandenberghe    |                 |
| Province de Flandre-Occidentale | Maxim Veys            |                 |
| Province de Limbourg            | Els Robeyns           |                 |
| Province de Limbourg            | Ludwig Vandenhove     |                 |
| Province du Brabant flamand     | Bruno Tobback         |                 |
| Province du Brabant flamand     | Katia Segers          |                 |

### PVDA(4)
| Circonscription               | Député actif       | Député remplacé |
| ----------------------------- | ------------------ | --------------- |
| Province d'Anvers             | Jos D'Haese        |                 |
| Province d'Anvers             | Lise Vandecasteele |                 |
| Province de Flandre-Orientale | Onno Vandewalle    | Tom De Meester  |
| Province de Limbourg          | Kim De Witte       |                 |